# キャンプ・ペンドルトン

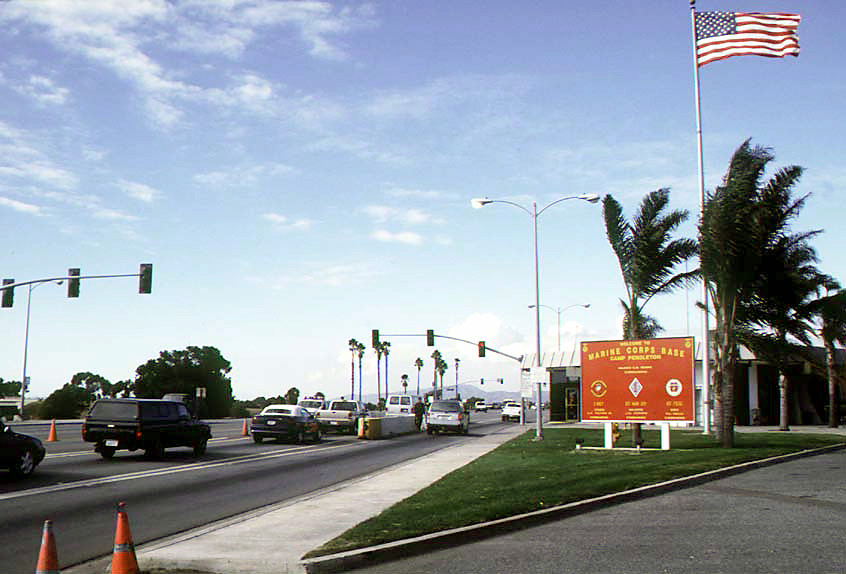
正門

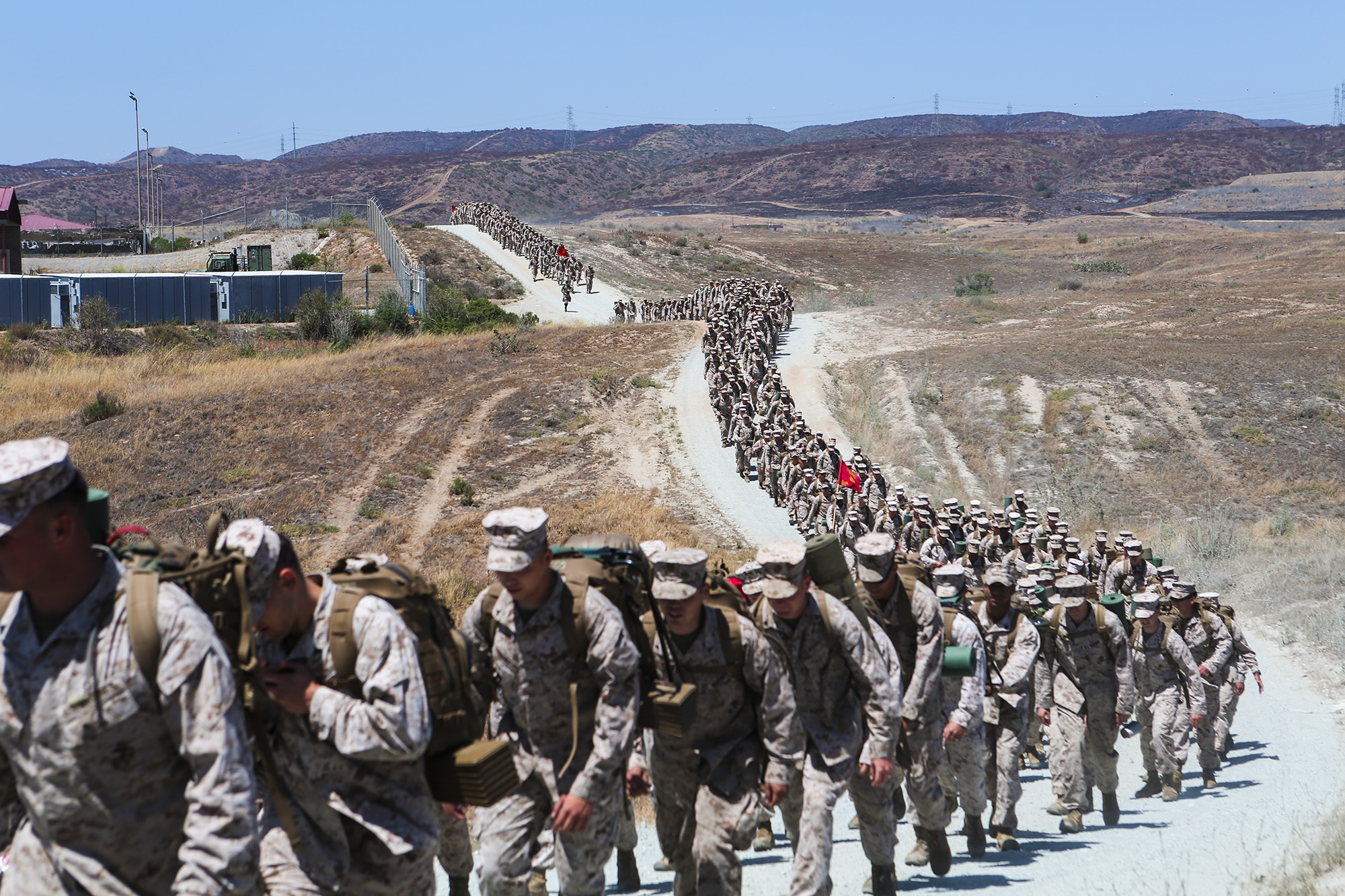
山を登る海兵隊員

キャンプ・ペンドルトン（英語: Marine Corps Base Camp Pendleton）は、アメリカ合衆国サンディエゴ郡に位置するアメリカ海兵隊の軍事基地である。
第1海兵遠征軍、第1海兵師団、第1戦闘工兵大隊などの司令部が置かれている。